# Bưởi chùm
Bưởi chùm hay còn gọi là bưởi đắng, bưởi bồ đào, bưởi nho (dịch theo từ tiếng Anh: grapefruit, trong đó "bồ đào" là từ Hán-Việt có nghĩa là "nho") (danh pháp hai phần: Citrus × paradisi) là một loài cây cận nhiệt đới thuộc chi Cam chanh (Citrus) được trồng để lấy quả.

## Thành phần dinh dưỡng
Vỏ bưởi màu vàng, ruột sắc hồng hay đỏ vì nhiều lycopen vốn có công dụng chống oxy hóa giúp sức khỏe. Ngay cả hột bưởi cũng có ít nhiều hóa chất chất chống oxy hóa.
Bưởi chùm còn cung cấp nguồn vitamin C, xơ và pectin dồi dào.
Khoa học cho thấy bưởi chùm có thể giúp giảm lượng cholesterol trong máu.
Tinh chất hạt bưởi chùm (GSE) có thể có năng tính mạnh chống khuẩn và nấm tuy nhiên tác dụng này chưa được xác định vì chất paraben mà nhà nông xịt lên bưởi để cất giữ trái được lâu hơn cũng có tác năng chống nấm.
Bưởi chùm còn dùng trong phương thức giảm cân dựa trên giả thuyết ăn bưởi có thể giúp cơ thể tiêu được chất béo vì bưởi có chỉ số glyceme thấp.
Nghiên cứu năm 2007 phát hiện sự tương tác giữa việc ăn bưởi thường xuyên (tương đương với 1/4 trái hằng ngày) có liên quan đến bệnh ung thư vú. Tỷ lệ ung thư tăng khoảng 30% với giới phụ nữ sau tuổi mãn kinh vì bưởi giảm hiệu quả của enzym CYP3A4 khiến lượng estrogen trong huyết tương tăng lên.
Tuy nhiên, sau đó một công bố khác chỉ ra rằng không có mối liên hệ nào giữa việc sử dụng bưởi chùm hay nước ép bưởi chùm có liên quan đến ung thư.

## Hình ảnh

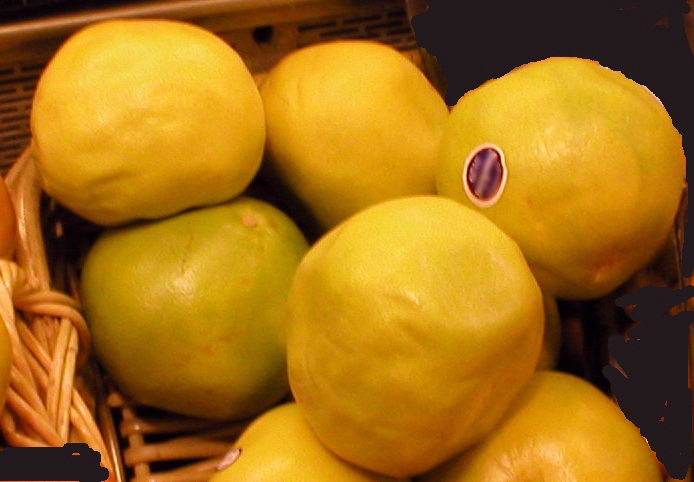
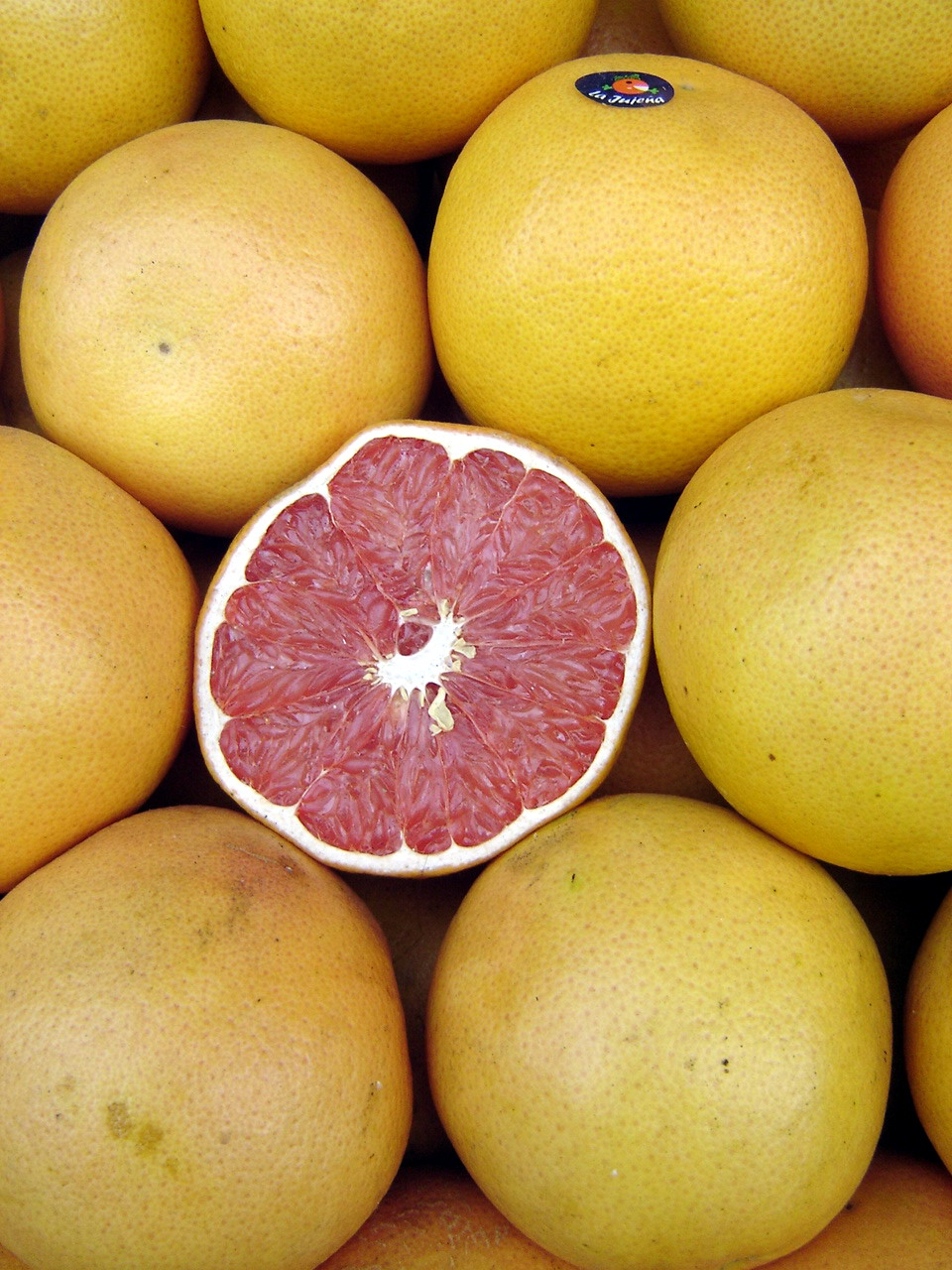